# Südamerikanischer Fadensalmler
Der Südamerikanische Fadensalmler (Hemigrammus filamentosus) ist ein kleiner Süßwasserfisch, der im Einzugsgebiet des Rio Araguaia in Brasilien vorkommt.

## Merkmale
Die Art wird etwa 4 cm lang und ist langgestreckt, leicht hochrückig (Körperhöhe 32 bis 41 % der SL) und seitlich stark abgeflacht. Die Fische sind bräunlich grau gefärbt, wobei die Schuppen der oberen Körperhälfte dunkle Ränder besitzen, so dass ein Netzmuster entsteht. Der Bauch ist silbrig weiß. Die obere Hälfte der Iris ist rötlich. In der Körpermitte beginnt ein Längsband, das zunächst bläulich und schmal ist und zum Schwanz hin immer schwärzer und breiter wird. Der Südamerikanische Fadensalmler weist einen ausgeprägten Sexualdimorphismus auf, bei den Männchen sind die ersten Flossenstrahlen von Rücken-, After- und Bauchflossen fadenförmig verlängert, worauf sowohl der Deutsche als auch der wissenschaftliche Namen hinweisen („filum“ = lat. der Faden). Die Enden dieser Flossenstrahlen sind weiß gefärbt. Außerdem ist die Basis des oberen und unteren Lobus der Schwanzflosse bei den Männchen rötlich. Die übrigen Flossen sind rauchgrau. Ein richtiger Schwanzwurzelfleck, wie bei der ähnlichen Art Hemigrammus taphorni, fehlt allerdings. Weitere Unterschiede zu H. taphorni sind der fehlende Schulterfleck und mehr Schuppen in einer mittleren Längsreihe (32 bis 35 vs. 30 bis 32). Vor der Rückenflosse zählt man 9 bis 10,5 Schuppen, rund um den Schwanzstiel sind es 12 (14 bei H. taphorni).
Neben der Normalfärbung tritt auch eine pathologische Goldform auf, die dadurch entsteht, dass die Fische von Larven bestimmter Saugwürmer (Trematoda) befallen werden und diese durch Guanin-Ausscheidungen einkapseln, was den Fischen eine einfarbige goldene oder silbrige Färbung verleiht. Lediglich die Färbung der Rücken-, After- und Bauchflossen entspricht der Normalform und das Längsband ist nur auf dem Schwanzstiel und kurz vorher noch sichtbar.
Auf dem oberen Ast des ersten Kiemenbogens finden sich 6 bis 7 Kiemenreusendornen, auf dem unteren 13 bis 14, so dass insgesamt 19 bis 21 Kiemenreusenzähne vorhanden sind. Die Fische haben 32 bis 33 Wirbel.